# Ivo Schwarz
Ivo Schwarz (12. srpna 1964 – 1. dubna 2019) byl český policejní a zpravodajský důstojník a diplomat, v letech 2007 až 2014 ředitel Úřadu pro zahraniční styky a informace, v letech 2014 až 2018 velvyslanec České republiky v Izraeli.

## Život
Vystudoval ekonomiku a řízení výroby na strojní fakultě Vysoké školy strojní a elektrotechnické (1982–1986) v Plzni, v letech 1987–1991 pracoval jako ekonom pro Kovohutě Rokycany. Po pádu totality se stal důstojníkem policie a vykonával různé funkce v rámci Služby cizinecké a pohraniční policie v Plzni (1991–1999). V té době, konkrétně v letech 1993–1997, vystudoval obor Bezpečnostní služby na Policejní akademii v Praze. V roce 1997 se na Policejní akademii prezentoval prací Technické prostředky referátů cizinecké policie na hraničních přechodech. Tato práce, údajně velmi dobře hodnocená, nebyla zveřejněna – podle webu univerzitní knihovny je stále klasifikovaná stupněm Vyhrazené.
Z policie odešel podle publikovaných údajů v roce 1999 do Úřadu pro zahraniční styky a informace (ÚZSI, česká civilní rozvědka), kde byl ředitelem odboru zahraničních styků, od roku 2003 byl náměstkem ředitele tohoto úřadu a bezpečnostním ředitelem. Od 1. června 2007 do 30. června 2014 byl ředitelem ÚZSI. Z Úřadu odešel 31. srpna 2014 na vlastní žádost a nastoupil na Ministerstvo zahraničních věcí. Od října 2014 byl velvyslancem České republiky v Izraeli, funkci vykonával do října 2018.
Podle oficiálního životopisu hovořil anglicky, rusky a německy.
Významným způsobem se podílel na projektu zveřejnění řady případů totalitních komunistických tajných služeb, zejména v rámci projektu veřejně přístupné, takzvané virtuální i-badatelny.
Dne 28. října 2013 jej prezident Miloš Zeman jmenoval brigádním generálem.
Byl ženatý, měl dvě děti. Zemřel dne 1. dubna 2019 ve věku 54 let, trpěl leukémií.